# Квятковский, Каетан
Каетан Квятко́вский (пол. Kajetan Kwiatkowski; 1770 — 30 октября 1852, Варшава) — польский историк.
Был директором гимназии в Кельцах, владел богатым собранием древних книг и рукописей, которые в 1821 были приобретены графом Дзялынским (ныне в Курнике в Познани) и которые Каетан использовал в своей работе «Dzieje narodu polskiego za panowania Władysława IV, króla Polskiego» (Варш., 1823). Из других трудов Квятковского важнейшие: «Próbka pióra bezstronnego obywatela nad stanem terażniejszym i przyszłym Polski» (Варш., 1791) и перевод Светония («Dzieje XII cesarzyw rzymskich» (Вроцл., 1826).